# Kanton Seltz
Seltz is een voormalig kanton van het Franse departement Bas-Rhin.
Het kanton maakte tot 1 januari 2015 deel uit van het arrondissement Wissembourg tot beide werden opgegeheven. De gemeenten werden toegevoegd aan het kanton Wissembourg.

## Gemeenten
Het kanton Seltz omvatte de volgende gemeenten:
- Beinheim
- Buhl
- Crœttwiller
- Eberbach-Seltz
- Kesseldorf
- Mothern
- Munchhausen
- Niederrœdern
- Oberlauterbach
- Schaffhouse-près-Seltz
- Seltz (hoofdplaats)
- Siegen
- Trimbach
- Wintzenbach